# Milan Kundera
Milan Kundera (/'mɪlan 'kundɛra/ⓘ Brno, Checoslovaquia, 1 de abril de 1929 - París, Francia, 11 de julio de 2023) fue un escritor de novelas y cuentos, dramaturgo, ensayista y poeta checo. Desde 1975 residió con su esposa en Francia, cuya nacionalidad le fue otorgada en 1981, por el gobierno de François Mitterrand, luego de que el régimen comunista de su país lo despojara de la suya, con motivo de la publicación de El libro de la risa y el olvido.
La novela más conocida de Kundera es La insoportable levedad del ser, la cual tuvo una enorme proyección mundial desde su publicación en francés, en 1984. Luego de la invasión rusa a Checoeslovaquia, en 1968, su obra tuvo un itinerario particular, ya que desde esta época estuvo prohibida en su país natal, hasta la Revolución de Terciopelo de 1989. 
A partir del éxito conocido por su famosa novela, Kundera decidió no conceder entrevistas y mantenerse a distancia de los medios. Fue candidato al Premio Nobel de Literatura en muchas ocasiones, pero nunca se lo concedieron. Sin embargo, su obra recibió muchos premios y diversas distinciones. Recibió el Premio Médicis a la mejor novela extranjera en 1973, el Premio Jerusalén de 1985, el Premio Austriaco de Literatura Europea en 1987 y el Premio Herder de 2000 y en 2020 la República Checa le otorgó el Premio Kafka. En 2021 recibió la Orden al Mérito de manos del presidente de Eslovenia.

## Biografía
Milan Kundera nació en Moravia en 1929, hijo del musicólogo y pianista Ludvik Kundera (1891-1971), quien fue discípulo de Leoš Janáček y ejerció como director de la Academia de Música de Brno hasta 1961. De joven estudió musicología y composición musical, siendo numerosas las influencias y referencias a la música a lo largo de su obra literaria.
Al concluir sus estudios secundarios, comenzó a estudiar literatura y estética en la Universidad Carolina de Praga, pero después de dos semestres se cambió a la Facultad de Cine de la Academia de Praga, donde finalizó sus estudios en 1952. Enseñó la cátedra de historia del cine en la Academia de Música y Arte Dramático desde 1959 a 1969, y posteriormente en el Instituto de Estudios Cinematográficos de Praga.
Al término de la Segunda Guerra Mundial, Milan Kundera se había afiliado al Partido Comunista, pero luego sería expulsado del mismo en 1950, junto a su amigo Jan Trefulka, por presuntas actividades contra el partido.
Jan Trefulka reflejó el incidente en su obra Les llovió la suerte (Pršelo jim štěstí, 1962), y el propio Kundera utilizó dicho episodio como inspiración en su novela La broma (Žert, 1967).
En 1967 se casó con Vera Hrabankova y un año más tarde, a consecuencia de la invasión soviética a su país, sus obras fueron prohibidas en Checoslovaquia y quedó desempleado. Tuvo que ganarse la vida con diversas ocupaciones, particularmente como pianista de jazz, instrumento que su padre le había enseñado a tocar a muy temprana edad.
Readmitido en el Partido Comunista en 1956, fue definitivamente expulsado en 1970, al haber estado relacionado —junto a otros escritores checoslovacos, como Pavel Kohout— en los acontecimientos de la Primavera de Praga.
En 1975, Kundera emigró a Francia y, entre ese año y 1980, enseñó literatura comparada en la Universidad de Rennes y, más tarde, en la École des Hautes Études de París. Desde 1993 escribió sus obras en francés.

## Obra
Su primera novela, La broma (Žert), una sátira del comunismo estalinista, ha sido traducida a veintiún idiomas y obtuvo en 1968 el Premio de la Unión de Escritores Checoslovacos. Catalogada por Louis Aragon como «una de las mayores novelas de nuestro siglo», es, según el propio autor, una novela de amor; la obra trata de una broma —una chanza fútil y mal comprendida— en un mundo que ha perdido el sentido del humor, estando encuadrada la comedia privada en el gran espectáculo de la política.
La vida está en otra parte (Život je jinde, 1969) fue galardonada con el Premio Médicis a la mejor novela extranjera publicada en Francia durante el año de su aparición (1973). En esta novela, cada capítulo es narrado en modo diferente: algunos como narración «continua» —con vínculo causal entre los capítulos—, otros como narración onírica y otros como narración «polifónica» —donde el devenir del protagonista se entrecruza con episodios paradigmáticos de la vida de poetas como Rimbaud o Lérmontov.
Su siguiente novela, La despedida (Valčík na rozloučenou, 1973), obtuvo el Premio Mondello al mejor libro editado en Italia.
En 1981, el conjunto de la obra de Kundera mereció en Estados Unidos el Commonwealth Award, premio otorgado simultáneamente al conjunto de la obra dramática de Tennessee Williams. Ese mismo año, la publicación de El libro de la risa y el olvido (Kniha smíchu a zapomnění) le valió la revocación de su ciudadanía checoslovaca. Dicha obra constituye una inusual mezcla entre novela, colección de relatos y reflexiones del autor, donde se relatan las vicisitudes de varios ciudadanos checoslovacos que se oponen al régimen comunista de diversas maneras. En El libro de la risa y el olvido, el escritor define por primera vez el concepto de lítost, palabra de origen checo que se traduce al castellano como 'autoconmiseración'. Describe la lítost como «un estado de padecimiento producido por la visión de nuestra propia miseria puesta repentinamente en evidencia cuando nos comparamos con otro».
En 1982, recibió el Premio Europa de Literatura. Publicó en 1984 La insoportable levedad del ser (Nesnesitelná lehkost bytí), considerada su obra maestra. El libro narra la fragilidad del destino de una persona, resaltando cómo la vida de un solo individuo carece de importancia dentro del concepto del eterno retorno de Nietzsche, ya que, en un universo infinito, todo se repite una y otra vez. Por otra parte, la novela es considerada como un referente a la hora de intentar comprender la disidencia vivida en Europa del Este durante la Guerra Fría. La obra fue llevada al cine por el director estadounidense Philip Kaufman en 1988.
En 1985 obtuvo el Premio Jerusalén, galardón que se concede a escritores cuyo trabajo haya destacado en la lucha por la libertad dentro de la sociedad actual. Su última novela en lengua checa, La inmortalidad (Nesmrtelnost, 1990), es más cosmopolita que sus anteriores trabajos. Posee un contenido más explícitamente filosófico y menos político, y marca el tono de posteriores novelas. Entre estas cabe destacar La lentitud (La Lenteur, 1994), La identidad (L'Identité, 1998) y «La ignorancia» (L'Ignorance, 2000).
En 2006 se publicó por primera vez en su país La insoportable levedad del ser, veintidós años después de que se editara en París; y, al año siguiente, recibió el Premio Nacional Checo de Literatura, en cuya entrega no estuvo presente aduciendo problemas de salud. En 2010 fue nombrado duque de Amarcord por el Rey Xavier I (Javier Marías), convirtiéndose así en el primer escritor checo en obtener título nobiliario en el ficticio Reino de Redonda.
Su última obra, La fiesta de la insignificancia (La fête de l'insignifiance, 2014), si bien es una novela, también ha sido considerada como un trabajo de ensayo, introspección y teología. En ella, el autor asocia el humor con la insignificancia, entendiendo que esta insignificancia no implica mediocridad, sino que, por el contrario, supone una mirada lúcida que invita al mundo a reconciliarse con su imperfección.
Fue mencionado con frecuencia como nominado al Premio Nobel de Literatura.
El 21 de septiembre de 2020 le fue otorgado el Premio Franz Kafka en reconocimiento a su trayectoria literaria. El jurado aclaró: «Su obra representa no sólo una contribución extraordinaria a la cultura checa […] sino que ha tenido un eco en la cultura europea y mundial, después de haberse traducido a más de 40 idiomas». Al tiempo que le fue devuelta su nacionalidad checa.

## Estilo literario
Aunque cabe calificar los primeros trabajos poéticos de Milan Kundera como procomunistas, se considera que sus novelas escapan a la clasificación ideológica. El propio Kundera prefería ser catalogado simplemente como novelista, y no como escritor político y disidente. Su estilo narrativo se inspira en las novelas de Robert Musil y en la filosofía de Friedrich Nietzsche, aunque también es patente la influencia de autores como Laurence Sterne, Henry Fielding, Denis Diderot, Witold Gombrowicz, Hermann Broch, Franz Kafka, Martin Heidegger y en especial Miguel de Cervantes.
Las primeras novelas de Kundera abordan los aspectos trágicos y cómicos del totalitarismo. El humor negro presente en sus textos sugiere una fuerte influencia de Kafka. No obstante, Kundera nunca consideró sus trabajos como comentarios políticos; según palabras del propio autor: «La condena del totalitarismo no merece una novela». De hecho, se consideraba a sí mismo un escritor sin un mensaje.
En toda la obra de Kundera resultan más importantes las palabras que conforman o modelan sus personajes que el aspecto físico de los mismos. En su ensayo El arte de la novela (1986), el autor comenta que la imaginación del lector completa de forma automática la visión del escritor. Como escritor, prefiere centrarse en lo esencial, dado que, para él, los aspectos físicos no resultan indispensables para la comprensión de los personajes; el aspecto físico e incluso el mundo interior o psicológico no constituyen la esencia de sus protagonistas.
El ensayista François Ricard ha observado que los textos de Milan Kundera deben ser considerados como conjunto. Existen temas y metatemas a lo largo de la totalidad de su obra, y cada nuevo libro manifiesta la última etapa de su filosofía personal. Entre sus metatemas se incluyen el exilio, la identidad, la vida más allá de las fronteras —más allá del amor, del arte o de la seriedad—, el concepto del eterno retorno, así como el placer de llevar una vida «menos importante». Para Ricard: «Kundera ha contribuido al resurgimiento de la novela, salvando a la novela de la banalización».
Muchos de los personajes de Kundera están planteados con el fin de exponer los temas anteriores. Así, los datos específicos en lo que respecta a los personajes tienden a ser bastante vagos. Al finalizar la quinta parte de La insoportable levedad del ser, escribió lo siguiente:

Como dije ya, los personajes no nacen como los seres humanos del cuerpo de su madre, sino de una situación, una frase, una metáfora en la que está depositada, como dentro de una nuez, una posibilidad humana fundamental que el autor cree que nadie ha descubierto aún o sobre la que nadie ha dicho aún nada esencial. ¿Acaso no es cierto que el autor no puede hablar más que de sí mismo […] todas esas situaciones las he vivido yo mismo, sin embargo de ninguna de ellas surgió un personaje como el que soy yo, con mi curriculum vitae. Los personajes de mi novela son mis propias posibilidades que no se realizaron.

Con frecuencia son varios los protagonistas que aparecen en una novela, incluso hasta el punto de llegar a descartar por completo a uno de ellos, reanudándose la trama con un nuevo personaje.

## Obras
El título original de las obras figura entre paréntesis.
Novelas
- La broma (Žert) - 1967.
- La vida está en otra parte (Život je jinde) - 1969.
- La despedida (Valčík na rozloučenou) - 1972.
- El libro de la risa y el olvido (Kniha smíchu a zapomnění) - 1979.
- La insoportable levedad del ser (Nesnesitelná lehkost bytí) - 1984.
- La inmortalidad (Nesmrtelnost) - 1988.
- La lentitud (La Lenteur) - 1995.
- La identidad (L'Identité) - 1998.
- La ignorancia (L'Ignorance) - 2000.
- La fiesta de la insignificancia (La fête de l'insignifiance)[19] - 2014.[20]

Relatos
- El libro de los amores ridículos (Směšné lásky) - 1968.

Poesía
- El hombre es mi jardín (Člověk zahrada širá) - 1953.
- Monólogos (Monology) - 1957-1965.

Teatro
- Jacques y su amo: Homenaje a Denis Diderot en tres actos (Jakub a jeho pán: Pocta Denisu Diderotovi) - 1981.

Ensayos
- El arte de la novela (L'Art du roman) - 1986, siete ensayos unidos.
- Los testamentos traicionados (Les Testaments trahis) - 1992.
- El telón (Le Rideau) - 2005, ensayo literario en torno a la novela.
- Un encuentro (Une Rencontre) - 2009, varios ensayos sobre arte y literatura.